# ریشارد کورتس
ریشارد کورتس (انگلیسی: Richard Corts؛ ۱۶ ژوئیه ۱۹۰۵ – ۷ اوت ۱۹۷۴) دونده سرعت اهل آلمان بود.
وی در مسابقات کشوری و بین‌المللی در مجموع برندهٔ ۱ مدال نقره شده‌است.